# B. Lynn Pascoe

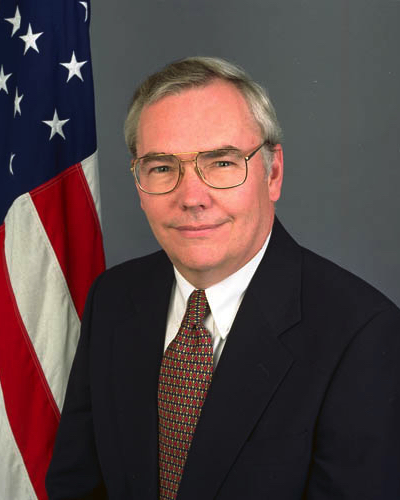
B. Lynn Pascoe (12. November 2004)

Burton Lynn Pascoe (* 7. Juli 1943 in Missouri) ist ein ehemaliger US-amerikanischer Diplomat, der unter anderem zwischen 1999 und 2001 Botschafter der Vereinigten Staaten in Malaysia sowie von 2004 bis 2007 Botschafter in Indonesien war. Er fungierte ferner zwischen 2007 und 2012 als Untergeneralsekretär der Vereinten Nationen für politische Angelegenheiten.

## Leben

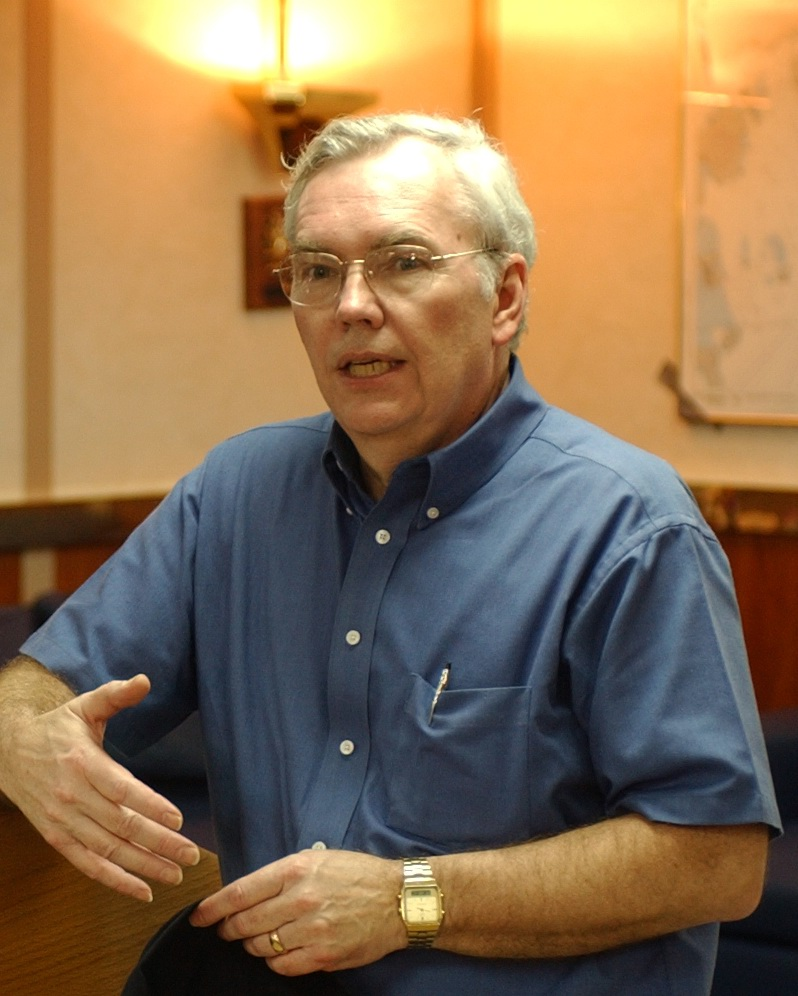
B. Lynn Pascoe (3. November 2005)

Burton Lynn Pascoe absolvierte zunächst ein grundständiges Studium an der University of Kansas, welches er mit einem Bachelor of Arts (BA) beendete. Ein postgraduales Studium an der Columbia University schloss er mit einem Master of Arts (MA) ab. Er trat 1967 als Foreign Service Officer in den diplomatischen Dienst des Außenministeriums und fand in den folgenden Jahren zahlreiche Verwendungen im Ministerium sowie an Auslandsvertretungen. Darüber hinaus war er Absolvent des National War College (NWC) in Fort Lesley J. McNair und fungierte zeitweise als Sonderassistent des US-Vizeaußenministers (US Deputy Secretary of State). Er war ferner stellvertretender Exekutivsekretär des Außenministeriums (Deputy Executive Secretary of the US Department of State). Er war damit stellvertretender Leiter der Verbindungs- und Clearingstelle zwischen den Büros des Außenministeriums und den Führungsbüros des Außenministers, der stellvertretenden Außenminister und des Direktors für politische Planung sowie des Exekutivsekretariats für die Beziehungen zwischen dem Außenministerium und dem Weißen Haus, dem Nationalen Sicherheitsrat und anderen Behörden auf Kabinettsebene. 
Nachdem Pascoe von 1989 bis 1992 als Deputy Chief of Mission Ständiger Vertreter und Stellvertreter des Botschafters in der Volksrepublik China war, übernahm er im Außenministerium zwischen 1992 und 1993 den Posten als Erster stellvertretender Leiter der Unterabteilung Ostasien und Pazifik (Principal Deputy Assistant Secretary of State for East Asian and Pacific Affairs) sowie von 1993 bis 1996 als Direktor des American Institute in Taiwan (AIT), das de Facto als „Botschaft“ der USA in der Republik China fungiert.
Am 22. August 1998 wurde er zum Botschafter der Vereinigten Staaten in Malaysia ernannt und übergab dort am 1. März 1999 als Nachfolger von John R. Malott seine Akkreditierung. Er verblieb auf diesem Posten bis zum 11. August 2001, woraufhin Marie T. Huhtala ihn ablöste. Nach seiner Rückkehr übernahm er im Außenministerium zwischen 2001 und 2004 das Amt als stellvertretender Leiter der Unterabteilung Europa und Eurasien (Deputy Assistant Secretary for European and Eurasian Affairs). Daraufhin erfolgte am 18. Oktober 2004 seine Ernennung zum Botschafter in Indonesien, wo er am 25. November 2004 als Nachfolger von Ralph Leo Boyce sein Beglaubigungsschreiben überreichte. Dieses Amt hatte er bis zum 17. Februar 2007 inne und wurde im Anschluss von Cameron R. Hume abgelöst.
Zuletzt löste er am 1. März 2007 den aus Nigeria stammenden Ibrahim Gambari als Untergeneralsekretär der Vereinten Nationen für politische Angelegenheiten ab und bekleidete diese Funktion bis Juni 2012, woraufhin der US-Diplomat Jeffrey D. Feltman seine Nachfolge antrat.
Aus seiner Ehe mit Diane Pascoe gingen zwei Töchter hervor.